# Piciorul atletului
Piciorul de atlet, cunoscut din punct de vedere medical sub numele de tinea pedis, este o infecție comună a pielii la picioare, cauzată de o ciupercă. Semnele și simptomele includ adesea mâncărime, descuamare, crăpare și roșeață. În cazuri rare, pielea poate forma vezicule. Ciuperca piciorului atletului poate infecta orice parte a piciorului, dar cel mai adesea crește între degetele de la picioare. Următoarea zonă cea mai comună este  talpa piciorului.  Aceeași ciupercă poate afecta și unghiile sau mâinile. Este un membru al grupului de boli cunoscut sub numele de tinea.